# Тулузьке графство
Тулузьке графство (фр. Comté de Toulouse) — одне з найбільших і найважливіших середньовічних феодальних володінь у Франції. Воно знаходилось на півдні сучасної Франції, і його центром було велике місто Тулуза, яке грало важливу адміністративну та економічну роль ще з часів існування вестготських королівств. У різний час землі Тулузького графства включали всю Аквітанію, більшу частину Ланґедоку та деякі землі за Роною. 
У 1271 року територія скасованого графства включена до складу королівського домену французької корони.

## Історія

### Передумови
Римська провінція Нарбонська Галлія відійшла до Вестготського королівства у V столітті. Як столиця Вестготського королівства, місто Тулуза залишалась важливим центром півдня сучасної Франції. У меровінзький період Тулуза була столицею графів чи герцогів, які управляли всією Аквітанією. З цього часу збереглися відомості про тулузьких графів Лаундода та Дідьє († 587). 
Септиманія, вестготська провінція, що приблизно відповідає пізнішому Тулузькому графству, ненадовго відійшла до Кордовського емірату в 750-х роках.

### Утворення франкського графства
У 759 році після вдалої облоги Нарбонни, Септиманію захопило Франкське королівство на чолі з Піпіном Коротким. Септиманія в межах франкського королівства до кінця IX століття стане відомою як Готія або Готська марка. Франки захопили Тулузу у 767 році й установили там владу своїх графів.
Піпін помер у 768 році, а за ним послідували його сини Карл Великий і Карломан I. Через цю подію герцок Аквітанський Гунальд II підняв повстання проти влади франків в Аквітанії. Карл Великий незабаром втрутився і розбив його. У 771 році Карломан помер, і Карл Великий залишився єдиним правителем Франкського королівства. У 778 році Карл Великий повів свою армію в Іспанію проти арабів. На його зворотному шляху відбулася знаменита подія в Ронсевальє (французькою Roncevaux): ар'єргард Карла Великого був атакований в однойменному перевалі кількома баскськими воїнами. Це змусило його зрозуміти, що франкська влада в Гасконі та Аквітанії все ще слабка, а місцеве населення не зовсім лояльне до франків. Отже, того ж року він повністю реорганізував адміністрацію регіону: було запроваджено пряме франкське управління, а в ключових містах, таких як Тулуза, були встановлені франкські графи.
Вже 788 року герцог Торсон, перший каролінзький граф, був взятий у полон басками. Тоді Карл Великий доручає захист цих територій своєму двоюрідному братові Гільйому Желонському, який успішно бореться з маврами у 793 році. Торсон йде у монастир у 806, і маркізом Тулузи став Бегон, син Жерара І, графа Паризького. У 816 року йому наслідує Бернар, герцог Септиманський, який узяв активну участь у заколоті Піпіна Аквітанського 844 року й загинув.
У 781 році Карл Великий заснував Аквітанське королівство, що охоплювало всю Аквітанію (включаючи Гасконь) і узбережжя Середземного моря від Нарбонни до Німа (територія, яка тоді називалася Готією). Інші подібні підкоролівства були створені в Каролінзькій імперії Каролінгів у Баварії чи Ломбардії. Вони мали забезпечити лояльність місцевого населення на нещодавно завойованих територіях із сильними місцевими особливостями.
Загальний нагляд за цим баскським кордоном, здається, було передано в руки Чорсона, графа або герцога Тулузи. Ця політика викликала незадоволення басків, і в 787 або 789 році Чорсон був захоплений Одалріком «Баском», ймовірно, сином герцога Лупуса, який змусив Хорсона укласти угоду, яку Карл Великий вважав настільки ганебною, що він замінив його графом Вільгельмом у 790 році. Тулуза був головним військовим опорним пунктом Каролінгів поблизу мусульманської Іспанії. Під час правління Карла Великого майже щороку з Тулузи починалися військові кампанії проти мусульман. Барселона була завойована в 801 році, а також значна частина Каталонії. Разом із північними районами Арагону та Наварри вздовж Піренеїв регіон став південною маршею (Іспанською маршею) Франкської імперії.

### Спадкове графство
Рід спадкових графів Тулузьких починається бл. 840 року, коли Піпін ІІ призначає графом Тулузи Фределона, до того графа Руерг. Фределон приєднався до Карла Лисого, який підтверджує його на всіх посадах у 845 році і називає спадкоємцем його брата Раймунда, графа Керсійського. Після смерті Фределона Раймунд успадкував графство, але був скинутий Бернаром Септиманським у 863 і помер незабаром після цього. Після війни з Бернаром Плантевелом, графом Оверньським син Раймунда І Ед знову встановив свою владу в Тулузі. Йому успадковують син Раймунд ІІ, а пізніше онук Раймунд III Понс. В правління Раймунда Понса до володінь графів Тулузьких приєднуються області Альбіго, Руерг та Керсі.
Граф Гільйом III Тайлефер одружився з Еммою, дочкою Робода ІІ, графа Арльського. Від цього шлюбу йдуть претензії графів Тулузьких на частину провансальського спадку. Питання про Прованс було узгоджене договорами 1125 та 1174 рр. між Альфонсом Журденом Тулузьким та Раймондом-Беренгером Барселонським, що був одружений зі спадкоємицею молодшої лінії. Згідно з цими угодами граф Тулузький разом з титулом маркіза Провансу зберіг за собою північну частину Дюранса і Босера, а граф Барселонський Прованське графство з Арлем.
1088 року графство успадковує Раймунд де Сен-Жиль онук Гільйома ІІІ. Він придбав Нарбонн та права на велику кількість міст Нижнього Ланґедоку. Раймунд IV вирушив у Перший хрестовий похід залишивши графство своєму синові Бертрану ІІ і загинув 1105 року в Триполі. Після цього Бертран теж вирушає до Святої Землі, залишивши графство Тулузьке братові Альфонсу Журдену, де й стає графом Триполійським. Через малолітство Альфонса Журдена його землі намагається захопити аквитанський герцог Вільгельм ІХ і це йому вдається на 10 років, але, зрештою, він був вимушений поступитись. У цій війні Альфонс Журден загубив Перигор, Агене та Веле.
Син Альфонса Журдена Раймунд V скасував віконство Тулузьке, що передавалось у спадок в одній з молодших гілок цього ж роду з IX століття, відновив владу графів Тулузьких на віконством Каркассон та Монпельє. Граф Раймунд намагався за допомогою короля Франції Людовика VII та союзу з Генуєю боротись з англійським королем Генріхом ІІ, та вимушений був йому підкоритись. Його син Раймунд VI уклав шлюб із сестрою короля Англії Річарда Левине Серце, яке приносить йому у посаг Агене, а пізніше він захоплює Арманьяк та Астарак. Одночасно в графстві набирав силу альбігойський рух та посилились намагання віконтів зміцнити свою владу. Відмова Раймунда VI боротись з альбігойською єрессю призвела до проголошення папою Іннокентієм ІІІ хрестового походу у якому переважно брали участь північнофранцузькі барони. Керівником цього хрестового походу став Симон IV де Монфор, який завоював більшу частину графства і був проголошений графом Тулузьким. Він узяв Тулузу 1215 року. 1217 року Раймунд VI повернув собі Тулузу та Каркассон, але помер 1222. Йому успадкував син Раймунд VII, який продовжив боротьбу за відновлення влади над усім графством.
Аморі де Монфор, син Симона, поступився своїми правами на користь короля Франції, і Людовик VIII у 1226 очолив новий хрестовий похід. Через цю загрозу Раймунд пішов на поступки: нижній Ланґедок мав стати частиною королівського домену, а Раймунд зберігав саме Тулузьке графство та титул маркіза Прованського, але мав видати свою дочку Жанну за молодшого сина французького короля Альфонса де Пуатьє. За угодою, якщо у Жанни не було б дітей, то графство мало перейти до французької корони, що й сталось у 1271 році.
1681 року графство було відновлене як королівський апанаж для Луї-Александра де Бурбона, позашлюбного сина короля Людовика XIV та мадам де Монтеспан.

## Список Тулузьких графів

### Каролінзькі графи
- Торсон Тулузький (778—790)
- Гільйом Желонський (790—806, † 812)
- Беггон (806—816, † 816), син Жерара I
- Бернард Септиманський (816—844, † 844), герцог Септиманський, граф Отенський і Тулузький, син Гільйома Желонського

## Спадкові графи

### Раймундіди
- Фределон (849—851, † 851), син Фульго, графа Руергського.
- Раймунд I (852—865, † 865), брат попереднього
- Бернар (863—877, † 877), син попереднього
- Ед (877—918, † 918), брат попереднього
- Раймунд II (граф Тулузький) (918—924, † 924), син попереднього
- Раймунд III Понс (924—942, † 942), син попереднього
- Раймунд (IV) (942—961, † 961), син Раймунда III Понса
- Раймунд (V) (961—978), син попереднього
- Гильйом III Тайлефер (978—1037), син попереднього
- Понс (1037—1060, † 1060), син попереднього
- Гильйом IV (1060—1092), син попереднього
- Раймунд IV (VI), також знаний як Раймунд де Сен-Жиль (1088—1105, † 1105), маркіз Прованський, граф Триполійський, брат попереднього
- Бертран (1105—1109, † 1112), граф Тулузький і Триполійський, син від 1-ї дружини Раймунда IV (VI)
- Альфонс Журден (1109—1110), брат попереднього

### Рамнульфіди
- Гильйом V (1110—1120)

### Раймундіди
- Альфонс Журден (1120—1148)
- Раймунд V (VII) (1148—1194, † 1194), син попереднього
- Альфонс II (1148)
- Раймунд VI (VIII) (1194—1222, † 1222), син попереднього

### де Монфор
- Симон I, 5-й граф Лестер, віконт Безьє і Каркассону
граф Тулузький за правом завоювання (1215—1218)
- Аморі I (1218—1224)

### Раймундіди
- Раймунд VII (IX), (1222—1249, † 1249), син Раймунда VI (VIII) від 4-ї дружини
- Жанна Тулузька (1249—1271, † 1271), дочка Раймунда VII (IX) та Санчі Арагонської

її чоловік — (з 1241) Альфонс де Пуатьє (1220—1271), граф Тулузький, граф Пуатьє, брат короля Людовика IX Святого: Після їхньої смерті графство Тулузьке відійшло до французької корони.

### Бурбони
- Луї-Александр де Бурбон (1678—1737), граф Тулузький з 1681 р., позашлюбний син Людовика XIV та Мадам де Монтеспан